# Oljokminski Sapowednik
Der Oljokminski Sapowednik (russisch Государственный природный заповедник «Олёкминский») ist ein Naturreservat im Oljokminski ulus der Republik Sacha (Jakutien) in Russland. Vorrangiges Schutzziel ist der Erhalt der typischen Gebirgstaiga-Wälder im Süden Jakutiens.

## Beschreibung

### Geographie
Das Naturreservat befindet sich südlich des Mittellaufs der Lena am rechten Ufer seines Nebenflusses Oljokma an der Nahtstelle von Aldanhochland und Lenaplateau. Es hat eine Größe von 8471 km². Hinzu kommen zwei Pufferzonen von zusammen 776 km². Das Gebiet ist vom Menschen nahezu unberührt geblieben. Kudu-Kjujol, die nächste Siedlung, befindet sich 80 km von der Grenze des Sapowedniks entfernt.
Das Gelände steigt vom Ufer der Oljokma nach Osten auf etwa 1200 m an. Im Sapowednik entspringen die Amga, ein Nebenfluss des Aldan, und die Tuolba, die in die Lena mündet.

### Klima
Der Oljokminski Sapowednik liegt in der Permafrostzone Sibiriens. Es herrscht ein kontinentales Klima. Im Januar liegen die Temperaturen unter −30 °C mit Tiefstwerten bis −60 °C; im Sommer dagegen können Höchsttemperaturen von bis zu 40 °C erreicht werden. Von Mitte November bis Ende Mai gibt es eine geschlossene Schneedecke. Der Permafrostboden taut im Sommer an Südhängen bis zu einer Tiefe von 1,50 m auf, in schattigen Lagen aber nur bis zu 40 cm.

### Flora
Das Gebiet ist zu 96 % von Wald bedeckt. Der Rest entfällt auf Moore und Flüsse. Die wichtigsten waldbildenden Arten sind die Dahurische Lärche und die Hänge-Birke. Daneben gibt es auch Nadelwälder aus Sibirischer Fichte, Waldkiefer und Sibirischer Zirbelkiefer, die hier die nordöstliche Grenze ihrer Verbreitung hat. In Flusstälern wachsen Zwerg-Birken. Als besonders schützenswerte Pflanzen gelten Orchideen wie der Großblütige und der Gelbe Frauenschuh sowie das Helm-Knabenkraut.

### Fauna
Im Oljokminski Sapowednik kommen die typischen Säugetiere der sibirischen Taiga in 40 Arten vor. Zu nennen sind die Paarhufer Elch, Rothirsch, Ren und Sibirisches Moschustier, die Raubtiere Wolf, Rotfuchs, Eurasischer Luchs, Vielfraß und Braunbär, ferner Schneehase, Nördlicher Pfeifhase,  Fischotter, Zobel, Amerikanischer Nerz und drei Marderarten, drei Arten von Fledermäusen, 12 Nagetierarten und 8 Arten von Insektenfressern.
Die Vögel sind mit 173 Arten im Gebiet vertreten. Häufig sind das Haselhuhn, der Bartkauz, die Sperbereule, der Raufußbussard, der Schwarz- und der Dreizehenspecht. Größere Populationen gibt es auch vom Steinauerhuhn, vom Rubinkehlchen, vom Rußschnäpper, von der Schieferdrossel und von der Kragenente. Einige der im Sapowednik vorkommenden Arten stehen auf Russlands Roter Liste gefährdeter Arten wie der Steinadler, der Seeadler, der Schwarzstorch und der Kranich.
Lurche und Reptilien sind im Schutzgebiet mit nur fünf Arten präsent, dem Amurfrosch, dem Moorfrosch, dem Sibirischen Winkelzahnmolch, der Waldeidechse  und der Kreuzotter. In den Flüssen leben 23 Arten von Fischen, vor allem Karpfenartige und Lachsartige.

### Petroglyphen
Am rechten Ufer der Oljokma befinden sich an der Mündung des Flusses Krestjach jungsteinzeitliche und bronzezeitliche Felsritzungen. An einem 30 bis 35 m hohen Felsen wurden elf Flächen mit 134 Zeichnungen identifiziert. Dargestellt sind Elche, Hirsche, zoomorphe, anthropomorphe und geometrische Figuren, die mit rotem und gelbem Ocker bemalt sind.

## Geschichte
Die Einrichtung eines Naturreservats an der Oljokma wurde bereits 1950 diskutiert. Der Oljokminski Sapowednik wurde aber erst 1984 auf Beschluss des Ministerrats der Russischen Sozialistischen Föderativen Sowjetrepublik gegründet. Noch im selben Jahr verfügte der Ministerrat der Jakutischen Autonome Sozialistische Sowjetrepublik mit seinem Beschluss vom 26. Juli 1984 die Einrichtung einer zwei Kilometer breiten Pufferzone am linken Ufer der Oljokma. Durch Dekret der Ulus-Versammlung des Olekminski Ulus der Republik Sacha wurde im Jahr 2001 eine zweite Pufferzone mit einer Fläche von 49,6 km² geschaffen.
1995 wurde im Schutzgebiet ein umweltpädagogischer Verein gegründet, der sich der ökologischen Bildung und Aufklärung der Bevölkerung verschrieben hat.